# Незнамов, Олег Юрьевич
Олег Юрьевич Незнамов (род. 26 ноября 1969 года) — советский и российский игрок в хоккей с мячом, шестикратный чемпион России в составе «Водника».

## Карьера
Олег Незнамов — воспитанник архангельского хоккея с мячом. С 1987 года играл в составе «Водника». Также играл в командах «Север» и «Северная Двина». В сезоне 2002/03 года перешёл в «Север». А последний сезон — 2004/05 года — в АНМГР. В 349 играх 159 раз поразил ворота соперника.
В 1996 году привлекался во вторую сборную, составленную из игроков «Водника», для участия в турнире на призы Правительства России.
После завершения спортивной карьеры работает в структуре «Водника». Его сын Кирилл живёт и работает в Архангельске, является игроком команды «Северная Двина», которая принимает участие в областных турнирах по хоккею с мячом

## Достижения
Чемпион России (6) — 1996, 1997, 1998, 1999, 2000, 2002 

 Серебряный призёр чемпионата России — 2001

 Бронзовый призёр чемпионата России — 1993

Включался в список 22 лучших игроков сезона (3) — 1996, 1998, 1999.